# U.S. Route 163
La U.S. Route 163 (US 163) est une US Route de 64 miles (103 km) reliant la US 160 et la US 191, au nord, en Arizona et en Utah. Les 44 premiers miles (71 km) depuis le terminus sud sont dans la Nation Navajo. La route fait partie de la Trail of the Ancients. Elle traverse le cœur de Monument Valley et a été présentée dans de nombreux films.
La route a été désignée en 1970, remplaçant la Arizona State Route 464 et la Utah State Route 47 ainsi qu'un ancien alignement de la US 160 en Utah. En 1981, la US 191 a été déplacée sur le segment nord de la US 163, faisant faisant passer son terminus nord de Crescent Junction à Bluff, Utah. La numérotation de la route ne suit pas les règles habituelles pour la numérotation des US Routes puisque le numéro 163 devrait normalement être réservé à une route auxiliaire de la US 63. Ces deux routes n'ont jamais été reliées.

## Description du tracé
|       | mi    | km     |
| ----- | ----- | ------ |
| AZ    | 23,20 | 37,33  |
| UT    | 41,40 | 66,61  |
| Total | 64,60 | 103,94 |

### Arizona

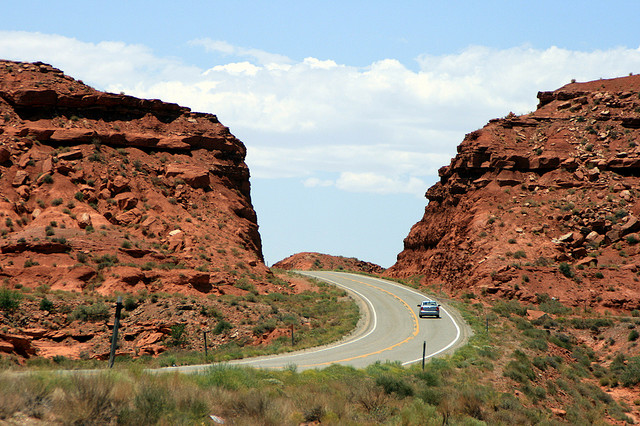
La route offre des points de vue marquants

Le terminus sud de la US 163 est à la jonction avec la US 160 au sud de Kayenta dans le comté de Navajo et dans la Nation Navajo. La route continue se poursuit au sud de cette intersection comme Bureau of Indian Affairs (BIA) Route 591. La US 163 se dirige vers le nord et traverse Kayenta. Elle bifurque vers le nord-est et, après avoir traversé la ville, reprend un alignement vers le nord. Alors qu'elle continue son trajet, elle bifurque à nouveau vers le nord-est et atteint Monument Valley, où elle rencontre la frontière avec l'Utah. L'Arizona a désigné le tracé comme route panoramique entre le nord de Kayenta et la frontière avec l'Utah.

### Utah

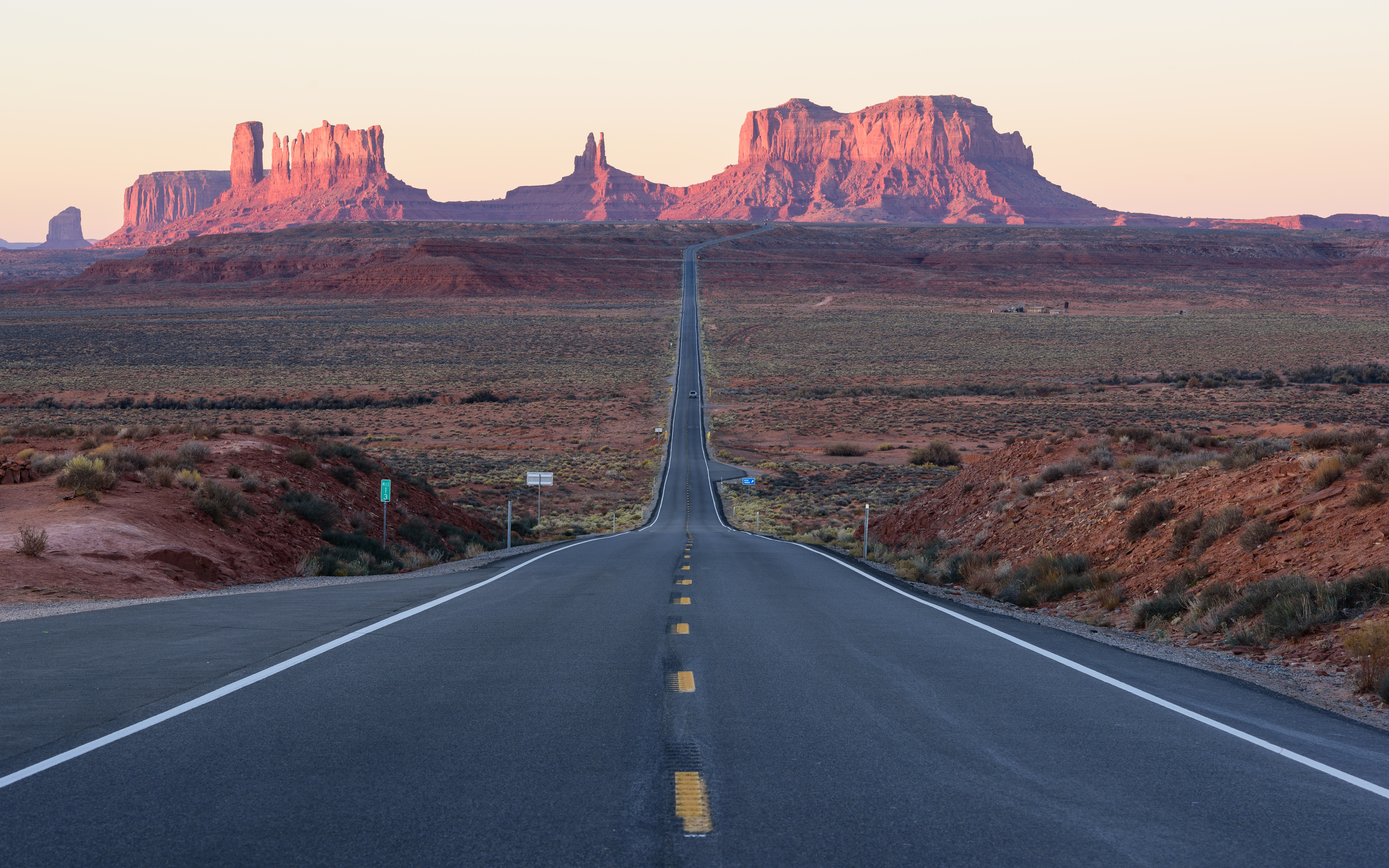
Vue de Monument Valley en Utah, vers le sud

Le segment de la route en Utah débute à Monument Valley dans le comté de San Juan. Juste après être entrée en Utah, la route croise le centre d'accueil des visiteurs de Monument Valley. La route continue son tracé vers le nord-est jusqu'à Mexican Hat où elle traverse la rivière San Juan et quitte la Nation Navajo. Depuis Mexican Hat, la route se dirige vers l'est en traversant Comb Ridge vers son terminus à Bluff. Une large portion de la route en Utah au nord de la Nation Navajo est dans les limites du Bears Ears National Monument.
Anciennement, la route continuait sur le tracé actuel de la US 191 jusqu'à l'I-70. Cependant, après la création de la US 191, le segment au nord de Bluff a été transféré à cette route. L'entièreté de la route en Utah a été désigné Bluff to Monument Valley Scenic Byway par l'État.
Alors que Monument Valley et la US 163 ont figuré dans de nombreux films westerns, une région spécifique près du mile 13 a reçu comme nom la Forrest Gump hill, en référence à la colline dans laquelle le personnage principal du film Forrest Gump termine un jogging à travers le pays à ce point précis.

## Liste des intersections
Arizona
 US 160 / BIA Route 591 à Kayenta
Utah
 BIA Route 42 à Monument Valley
 SR 261 à Mexican Hat
 US 191 à l'ouest de Bluff